# Zajszennyezés

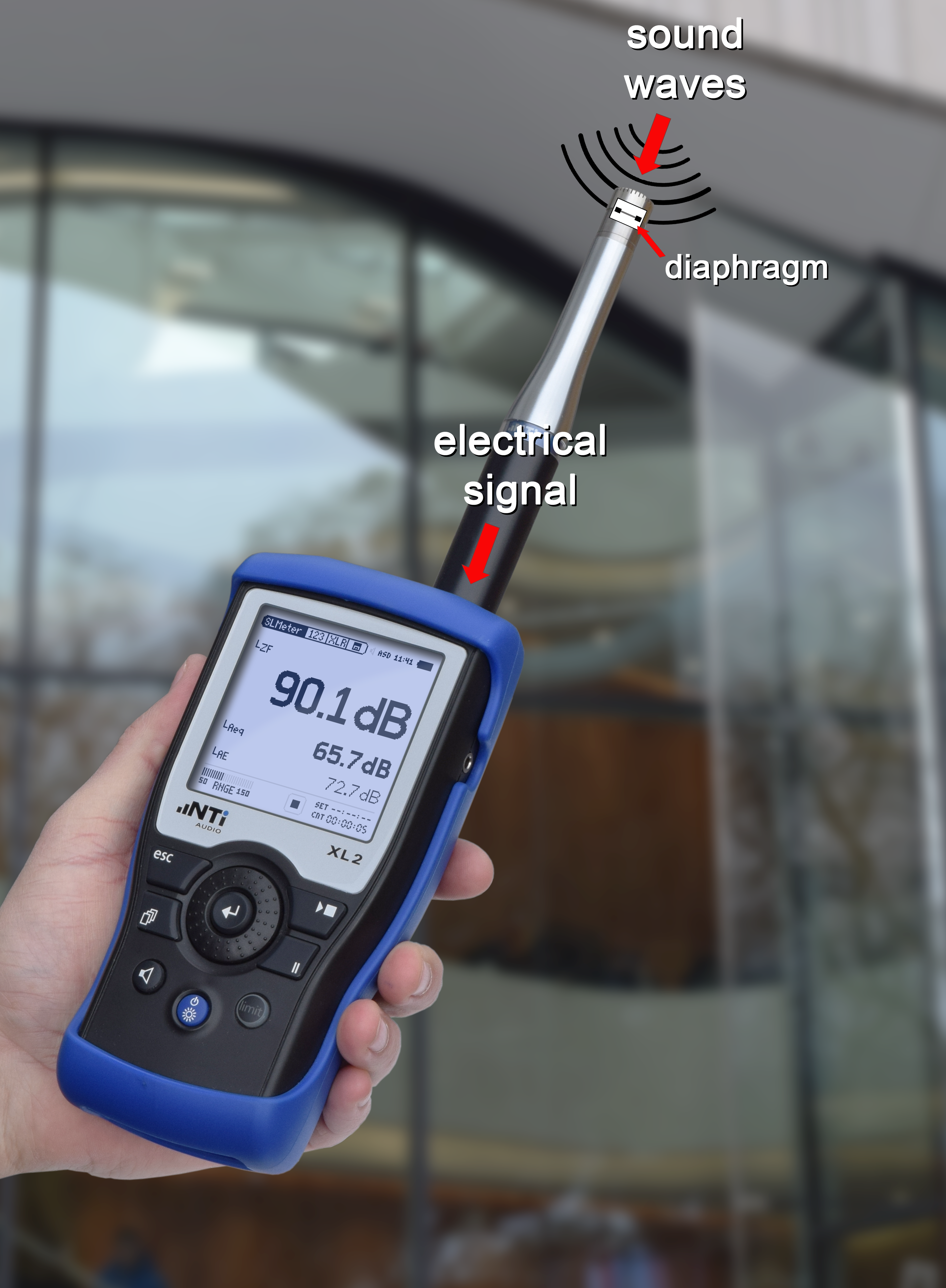
Hangnyomásmérő

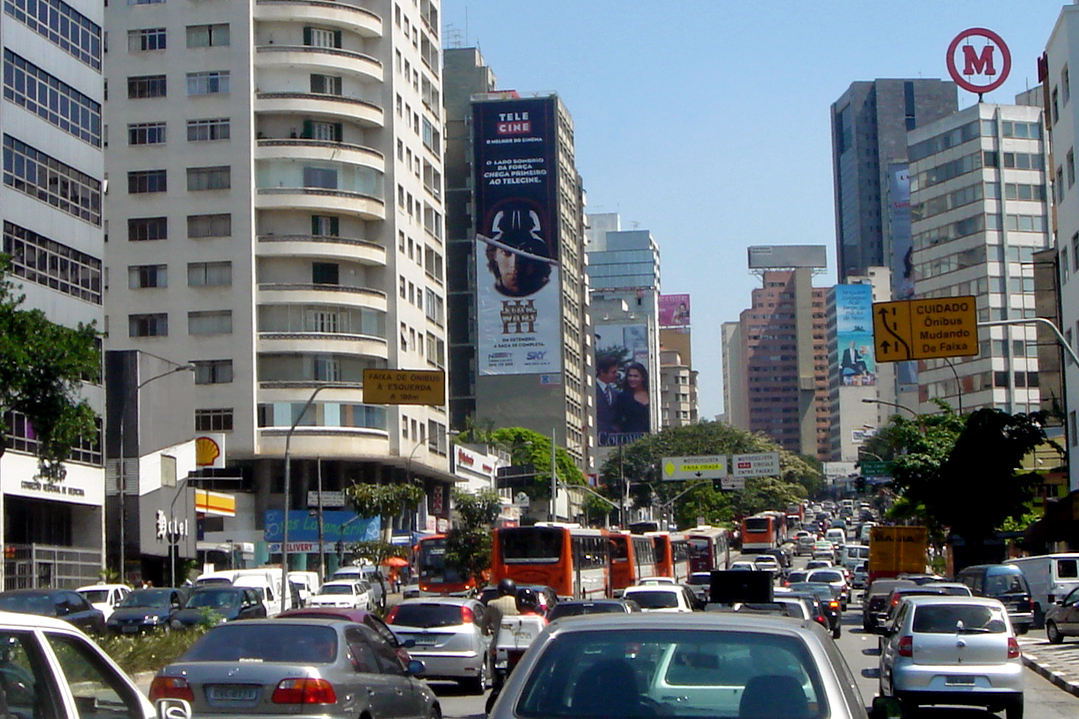
Jelentős zajforrás: a városi forgalom

A zaj olyan hanghatás, amely tulajdonságaival zavarja, terheli, vagy károsítja a környezetet. A zaj rossz hatással van az élőlények egészségére és életminőségére, befolyásolja az élőhelyeket, ezen keresztül az ökoszisztémák működését is.
A zaj legfontosabb jellemzői az erősség, a tonalitás, az ismétlődés és a tartam. A zaj hangerejét, erősségét az egy adott helyen tapasztalható hangnyomás meghatározásával mérik. E mérések szokásos mértékegysége a decibel. Vannak szélessávú zajok (például a szél által a növényzetben keltett zajok), amelyek széles frekvenciatartományban hordoznak viszonylag egyenletesen eloszló energiát, és vannak tonális zajok (például egy kapu pántjainak nyikorgása), amelyek energiája szűk frekvenciasávban vagy egyetlen frekvencián összpontosul. A tonális zajokat általában az akusztikai mérések szabványosított frekvenciasávjaiban mérhető szintekkel, és a jellemző sáv megadásával írják le. Az ismétlődés a periodikus zajok (például a csepegő víz, a cölöpverőgép, a légvédelmi sziréna vagy a harangszó) ismétlődési vagy változási gyakoriságát írja le a periódusidő vagy a gyakoriság megadásával. A tartam a zajhatás időtartamát, hosszát adja meg. Egy zaj lehet lökésszerű, pillanatnyi (például egy ajtó becsapódása), rövid idejű (például egy elhúzó repülőgép zaja), hosszú idejű (például a fűkasza hangja egy parkban), tartós (például egy forgalmas utca zaja), vagy állandó (például egy folyó vagy a tenger zúgása).
Már viszonylag alacsony erejű zajok is zavarhatják az élőlényeket, különösen, ha a zaj tonális, ismétlődő és tartós vagy állandó. A nagy erejű, erőteljes zajhatás már rövid távon is károsíthatja az egészséget, a tartós zajkitettség pedig halláskárosodást, az emlékezőképesség romlását, alvászavart és egyéb károkat okozhat.
Az Európai Unió gyakorlatában a „környezeti zaj” minden, emberi tevékenység révén keltett nem kívánatos vagy káros kültéri hangot jelent, ideértve a közlekedés, a közúti, vasúti és légiközlekedés eszközei által keltett zajt, valamint a környezetszennyezés integrált megelőzéséről és ellenőrzéséről szóló, 1996. szeptember 24-i 96/61/EK tanácsi irányelv I. mellékletében meghatározott ipari tevékenységek telephelyeiből származó zajt. Ezekre vonatkozóan az EU különféle előírásokat, szabályokat és szabványokat fogalmazott meg.

## Hallás, hallásélettan, akusztika, pszichoakusztika
A Föld faunájának jelentős része (ebbe az embert is beleértve) képes a hangérzékelésre. A gerinctelen állatok közül számos rovarrendben (például az egyenesszárnyúaknál, kabócáknál) vannak szakosodott hallószervek. Jelenlegi ismereteink szerint a gerincesek minden ismert faja képes a hangérzékelésre, he ehhez nem is mindegyik rendelkezik szakosodott hallószervvel. Sajnos csak kevés faj hallásáról, hangérzékeléséről rendelkezünk alaposabb ismeretekkel.
Azonban a hallás vizsgálatának során alkalmazott alapvető jellemzők, azaz az érzékelés frekvenciatartománya, a hangosságérzet és érzékenység vagy hallásküszöb az emberen túl más fajok hallásának vizsgálatára is kiterjeszthetők. Ennek köszönhetően tudjuk például, hogy a házi macska hallása kifinomultabb az emberénél; a frekvenciatartománya körülbelül 50 Hz-től nagyjából 60-85 kHz-ig terjed, és érzékenysége, különösen a magasabb frekvenciákon, jóval nagyobb az emberi hallásénál. Az már jelenlegi ismereteink alapján is nyilvánvaló, hogy a zaj, zajszennyezés nem csak az emberre, de az állatokra nézve is ártalmas, az azonban nem világos, hogy az egyes állatfajok esetében mi tekinthető zajnak, zajszennyezésnek.
Az ember már régóta foglalkozik a hangok keletkezésének, terjedésének, érzékelésének vizsgálatával. A ma rendelkezésre álló források és ismeretek alapján az ókori görög filozófus és matematikus Püthagorasz  már az ókorban, az i. e. VI. században felismerte, hogy a rezgő húr által kibocsátott hang magassága a húr hosszától függ, ha a többi jellemző (a húr anyaga, átmérője, feszessége) állandó. Leírta egy alaphang és annak felhangjai közti matematikai összefüggést, ami szerint például, ha egy alaphang húrjának hossza 1 egység, akkor egy 1/2 egység hosszúságú húr hangja tökéletesen összecseng vele. Mai fogalmaink szerint ez a hang- és frekvenciaköz az oktáv. Ezzel felfedezte és közvetett módon leírta a hangtan egyik fontos alapfogalmát, a hullámhosszt. Talán nem véletlen, hogy mikor a modern kori tudományos forradalom idején nevet kerestek a hanggal, hangjelenségekkel és hallással foglalkozó tudománynak az végül görögös nevet kapott. Az akusztika, avagy magyar nevén hangtan, a fizikának a hangjelenségekkel foglalkozó ága, ami akusztikus az a hangzással vagy a hallással kapcsolatos. Latinból elterjedt nemzetközi szó, forrása a görög akusztikosz az akuó (hall) igéből.
A XIX. század végére a tudósok a newtoni fizika alapelveit felhasználva leírták a hangok keletkezésének és terjedésének fizikai, érzékelésének élettani alapjait. John William Strutt, ismertebb nevén Lord Rayleigh leírta a hullámterjedés főbb törvényszerűségeit, a hullámok visszaverődésének, elhajlásának és szóródásának hullámhosszfüggését. Joseph Fourier munkássága lehetővé tette periodikus összetett hangok leírását megfelelő amplitúdójú, frekvenciájú és fázisú tiszta szinuszos elemek eredőjeként. Hermann Ludwig von Helmholtz Fourier felvetéseire támaszkodva arra jutott, hogy minden összetett hang egyszerű hangok eredője. Ezt az elképzelést az élőlények hallására is kiterjesztette. Elképzelése szerint a fül is felbontja a hangokat, és a különféle frekvenciájú összetevőket más-más idegvégződések érzékelik. Találmányával, a Helmholtz-rezonátorral összetett hangok szinuszos összetevőit lehetett elkülöníteni.

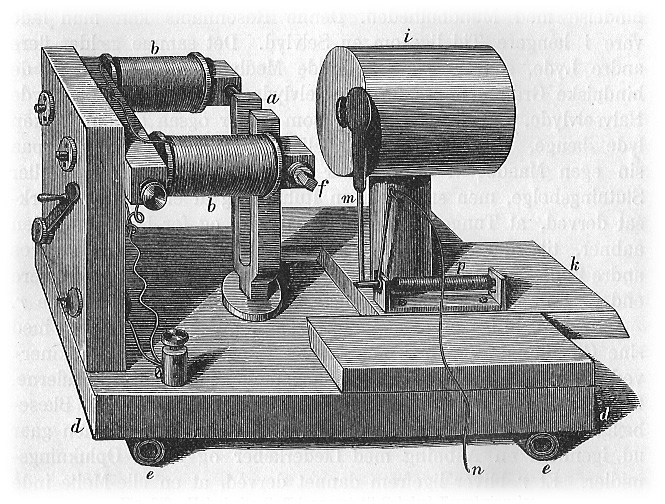
Helmholtz-rezonátor ábrája Helmholtz On the Sensations of Tone as a Physiological Basis for the Theory of Music című munkájának 1912-es negyedik angol nyelvű kiadásából.

A XX. század első felére mind az elméleti háttér, mind a szükséges műszerek (mikrofon, hangsugárzó, erősítő, jelgenerátor, hangrögzítés stb. rendelkezésre álltak az emberi és állati hallás és a zajhatások vizsgálatához és méréséhez egyaránt.
Az első világháború volt a történelem első gépesített háborúja, amiben tömeghadseregek katonái korszerű tűzfegyverekkel, tüzérséggel és légi bombákkal támadták egymást. Már a háború első hónapjaiban számos katona jelzett szokatlan egészségügyi tüneteket a bevetések és harcok nyomán. Halláskárosodás, fülzúgás, amnézia, fejfájás, zavartság, remegés és a zajjal szembeni túlérzékenység voltak a jellemző panaszok. A jelzett panaszok a fejsérülések és agyrázkódás szokásos kísérői, azonban a katonák többsége nem szenvedett látható fejsérülést. A magyar nyelvben ezeket az eseteket légnyomást kapottként, vagy gránátnyomást kapottként írták le. Ez a leírás részben fedte is a valóságot, mert a tünetek egy részét barotrauma okozta. Azonban nagy számban jelentek meg lelki zavarok is, mint a pánikbetegség, konverziós zavar, pszichogén amnézia és hasonlók. Már ekkor felmerült, ma pedig már tudjuk, hogy a tünetek mögött részben a háború folyamatos, fülsiketítő zaja, a robbanások és gépfegyverek hangja okozta folyamnatos készenléti stressz és alváshiány állt. A hallás szerepe a modern hadviselésben és a zajterhelés okozta egészségügyi problémák kiváltották a tudósok érdeklődését. A hang mint fegyver alkalmazásának egyik korai példája a Ju 87 (Stuka) zuhanóbombázóra felszerelt nagy hangerejű (jerikói) sziréna, amelynek célja a földi célpontok személyzetének megfélemlítése volt.
Az emberi hallás igen széles frekvencia- és hangerőtartományt fog át, ezért vizsgálatánál és mérésénél nemlineáris mértékegységeket és ábrázolást használnak. Az emberi fül, a hallás frekvenciamenete sem lineáris, a hangérzet függ a hang erejétől és frekvenciájától egyaránt.
A hang a terjedési közegben (emberi hallás esetén szokványosan levegőben, bár hang terjedhet minden rugalmassággal és tehetetlenséggel bíró közegben) fellépő rezgés. Ezek a rezgések a levegőben nyomásváltozások képében jelennek meg. Az emberi fül ezeket a nyomásváltozásokat alakítja változó hatékonysággal hangérzetté. Az átlagos emberi fül  20 μPa nyomásváltozást már hangként érzékel, a fájdalomküszöb pedig 100 Pa felett van. Ez ötmilliószoros különbség. Hogy egyszerűbb legyen az adatok gyűjtése, kezelése, ábrázolása, illetve a szükséges számítások végzése, relatív mértékegységben, belben vagy decibelben fejezik ki a teljesítmény-, intenzitás- és nyomásszinteket, megadva, hogy azok egy logaritmikus skálán hogyan aránylanak egy szabványos viszonyítási értékhez. Ez a viszonyítási érték az emberi hallás esetében a korábban említett 20 μPa, azaz P0=0,00002 N/m2, ezt tekintik 0 dB-nek. Mivel belben bármilyen arányt ki lehet fejezni, ezért használatánál jelölni kell, miről van szó az adott esetben. A hangnyomást egyszerű méréseknél dB-SPL (SPL: sound pressure level), vagy Lp jelöléssel adják meg.

A zene és a beszéd nem használja ki az emberi hallásterület egészét, de a zene a beszédnél jóval nagyobb dinamikatartománnyal (függőleges irány) és frekvenciatartománnyal (vízszintes irány) rendelkezik.

Egy hangforrás teljesítménye wattban kifejezhető érték. Egy hangforrástól távolodva a forrás kibocsátott teljesítménye a hangforrás és a terjedési közeg jellemzőinek, valamint a hullámterjedés szabályainak megfelelően szétoszlik a térben. Így a forrástól adott távolságra már csak a forrás kimenő teljesítményének egy része hatékony. Ezt fejezi ki a hangintenzitás. Ez a W/m2 mértékegységgel leírt jellemző a hanghullám terjedési irányára merőleges egységnyi felületre eső hangteljesítmény. Az emberi hallás esetében intenzitás mérésénél alkalmazott viszonyítási érték I0=10-12 W/m2. Mivel az intenzitás mérése a gyakorlatban körülményes, helyette az egyszerűbben mérhető hangnyomást határozzák meg, majd abból számítják ki az intenzitást.
Az emberi hallás élettanának megismerésében kiemelkedő szerepet játszott a magyar akusztikus, Békésy György, aki elévülhetetlen érdemeket szerzett a hallás frekvenciaérzékelésének megértésében. Munkáját 1961-ben fiziológiai és orvostudományi Nobel-díjjal ismerték el.
Annak pontos mikéntje, hogy hogyan lesz a fülbe érkező nyomásváltozásból az agyban kialakuló hangérzet máig sem minden részletében tisztázott. Azonban azt tudjuk, hogy az emberi hallás frekvenciaérzékelése a belső fülben található csigában történik. A csigában található folyadékkal telt üregeket hártyák választják el. Az alaphártya a dobcsatorna és a csigavezeték közti válaszfal. A csigába jutott rezgések hullámokat keltenek az alaphártyában. Azonban ez a hártya az alapjától a csúcsáig változó vastagságú, szélességű és merevségű, így hosszának minden egyes pontja más-más frekvenciára a legérzékenyebb; az alap a magas frekvenciákra, a csúcs a mélyekre érzékeny. Ennek megfelelően az alaphártyán végigfutó mechanikai rezgések olyan tovahaladó hullámok formájában terjednek, melyek az alaphártya frekvenciájukra jellemző helyén érik el maximumukat, ami után gyorsan csillapodnak. Ez a hang mechanikai frekvenciaelemzése. A különböző frekvenciák által az alaphártya különböző szakaszain keltett rezgéseket a Corti-féle szervben található szőrsejtek továbbalakítják, nyúlványaik kitérése azzal arányos mennyiségű kémiai hírvivő anyagot szabadít fel a sejtekből. Így a szőrsejtek jele egyszerre tartalmaz információt a hang magasságáról és erősségéről. A hírvivő anyag jelenlétét és mennyiségét a hallóidegsejtek nyúlványai érzékelik és az információt a központi idegrendszerbe továbbítják, ahol a hallásért felelős agyterületek alakítják ki a hangérzetet.
A csiga működése nemlineáris. Az alaphártya körülbelül 35 mm hosszú, rajta egy-egy oktávnyi hangköz közelítőleg azonos távolságra helyezkedik el, ennek egyik eredménye, hogy a fül frekvenciafelbontása alacsonyabb frekvenciákon jobb. A csiga modellezhető sorba kötött, jelszinttel változó jóságú aluláteresztő szűrők sorozataként. E működés miatt a csiga összenyomja a hallás dinamikatartományát, az alacsonyabb szintű hangokat jobban felerősítve, és ennek köszönhető az alacsony és magas frekvenciákon a középtartományhoz képest jelentősen rosszabb érzékenység is.
Mivel a hang intenzitása, frekvenciája és az azt érzékelő személyben kialakult hangosságérzet közt nincs könnyen leírható összefüggés, ezért azt nagyszámú kísérleti személyen végzett vizsgálatokkal próbálták meghatározni. Ebben úttörő munkát végeztek az amerikai Bell Telephone Laboratories mérnökei, Harvey Fletcher és Wilden A. Munson és kutatócsoportjuk. Kísérleteik során a kísérleti személyek egy 1 kilohertz frekvenciájú referenciával vetették össze más frekvenciájú hangok hangosságát, a jelszintet addig igazítva, míg a két jel érzékelt hangossága meg nem egyezett. Munkájuk tiszta szinuszos hangokra és keskeny sávú zajra volt érvényes. A kutatás végeredménye a Fletcher-Munson-féle egyenlőhangosság-görbék megszületése lett. Heinrich Barkhausen német fizikus dolgozta ki azt a mértékegységet és skálát, amit a hangosság leírására máig is alkalmaznak. Ez a mértékegység a phon vagy fon (magyar helyesírással), amit először 1932-ben szabványosítottak Németországban. Pontos leírása némileg megváltozott nemzetközi használatba kerülésével: 1 fon egy hang azon hangosságszintje, amelynél egy ép hallású személy szabott körülmények közt a próbahangot ugyanolyan hangosnak érzi, mint egy 1 kHz frekvenciájú, 1 dB Lp hangnyomású referenciát. Ennek megfelelően 1 kHz frekvencián a hangnyomás decibelben és a hangosság fonban kifejezett értékei megegyeznek, azaz például egy 1kHz frekvenciájú, 50 dB Lp hangnyomású jel hangossága 50 fon. Egy ettől eltérő frekvenciájú hang esetében az 50 fon hangosság annyit tesz, hogy az ugyanolyan hangosnak érződik, mint az 50 dB Lp hangnyomású 1 kilohertzes hang.
További kutatások során az egyenlőhangosság-görbéket pontosították, az eredményeket nemzetközi szabványokba foglalták. E szabványgörbéket sokrétűen felhasználják elektroakusztikai rendszerek tervezésénél és vizsgálatánál, akusztikai méréseknél, a környezeti zaj vizsgálatánál, a halláscsökkenés orvosi megítélésénél stb.
Az emberi hallás a legérzékenyebb és legjobb felbontású az 500 Hz és 4 KHz közti frekvenciasávban és 35-80 dB Lp hangnyomástartományban. Itt az emberi hallás képes érzékelni körülbelül 1 decibelnyi hangnyomásváltozást, 0,5 százalékos frekvenciaváltozást (azaz képes egy 2000 Hz magasságú hangot megkülönböztetni egy 2010 Hz frekvenciájútól). A hallás károsodásának egyik következménye ennek az érzékenységnek jelentős romlása, ami rossz hatással van az emberi beszéd megértésére is.
Lp=60 dB hangnyomás felett már az emberi test is rezgésbe jön. E szint felett a középfül mellett már a koponyacsontok rezgése is továbbítja a hangot a belső fülbe.
Az emberi hallás frekvenciatartományát és érzékenységét kísérleti személyeken végzett mérésekkel határozzák meg. E mérések során nagy számú 18  és 25 év közötti életkorú, fülészetileg egészséges személyt vizsgálnak szabványos körülmények között. A rendes hallásküszöb azoknak az értékeknek középértéke, amelyet a vizsgálati alanyok többször ismételt próbák során legalább 50 százalékban helyesen azonosítanak.  A méréseknél 1 kilohertzen mért/meghatározott értékekkel vetik össze a többi frekvencián meghatározott értékeket. Erre alapozva adnak ki időről időre felülvizsgált nemzeti és nemzetközi szabványokat. A felülvizsgálatokra részben az emberi hallás változása (jellemzően annak romlása), részben a méréstechnika fejlődése okán van szükség. Jelenleg az MSZ-EN-ISO 389-7:2020 hatályos a szabadtéri/süketszobai szabadfüles méréseknél, az ISO 226:2023 hatályos az egyenlőhangosság-görbék tekintetében. Fontos tudni, hogy ettől a természetes változatosság miatt ±6~10 dB eltérés is előfordulhat még teljesen ép hallású emberek esetében is.
| Frekvencia f Hz | Referencia hallásküszöb szabadtér/süketszoba szemből Tf (ref. 20 μPa) dB |
| --------------- | ------------------------------------------------------------------------ |
| 20              | 78,1                                                                     |
| 25              | 68,7                                                                     |
| 31,5            | 59,5                                                                     |
| 40              | 51,1                                                                     |
| 50              | 44,0                                                                     |
| 63              | 37,5                                                                     |
| 80              | 31,5                                                                     |
| 100             | 26,5                                                                     |
| 125             | 22,1                                                                     |
| 160             | 17,9                                                                     |
| 200             | 14,4                                                                     |
| 250             | 11,4                                                                     |
| 315             | 8,6                                                                      |
| 400             | 6,2                                                                      |
| 500             | 4,4                                                                      |
| 630             | 3,0                                                                      |
| 750             | 2,4                                                                      |
| 800             | 2,2                                                                      |
| 1000            | 2,4                                                                      |
| 1250            | 3,5                                                                      |
| 1500            | 2,4                                                                      |
| 1600            | 1,7                                                                      |
| 2000            | -1,3                                                                     |
| 2500            | -4,2                                                                     |
| 3000            | -5,8                                                                     |
| 3150            | -6,0                                                                     |
| 4000            | -5,4                                                                     |
| 5000            | -1,5                                                                     |
| 6000            | 4,3                                                                      |
| 6300            | 6,0                                                                      |
| 8000            | 12,6                                                                     |
| 9000            | 13,9                                                                     |
| 10000           | 13,9                                                                     |
| 11200           | 13,0                                                                     |
| 12500           | 12,3                                                                     |
| 14000           | 18,4                                                                     |
| 16000           | 40,2                                                                     |
| 18000           | 70,4                                                                     |

Az emberi hallás fontos jelensége a fedés. A fedés során egy hang vagy zaj elfed egy másik hangot vagy zajt, akadályozva annak észlelését.  A fedés jelensége frekvenciafüggő; az erős mély hangok szinte minden magas hangot elfednek, de az erős magas hangok nincsenek érdemi hatással a mélyekre.

## A zaj legfontosabb jellemzői
- Erősség: a zaj hangerejét, erősségét az egy adott helyen tapasztalható hangnyomás meghatározásával mérik. E mérések szokásos mértékegysége a decibel
- Tonalitás: vannak szélessávú zajok (például a szél által a növényzetben keltett zajok), amelyek széles frekvenciatartományban hordoznak viszonylag egyenletesen eloszló energiát, és vannak tonális zajok (például egy kapu pántjainak nyikorgása), amelyek energiája szűk frekvenciasávban vagy egyetlen frekvencián összpontosul. Tonális zajokat általában az akusztikai mérések szabványosított frekvenciasávjaiban mérhető szintekkel, és a jellemző sáv megadásával írják le.
- Ismétlődés: az ismétlődés a periodikus zajok (például a csepegő víz, a cölöpverőgép, a légvédelmi sziréna vagy a harangszó) ismétlődési vagy változási gyakoriságát írja le a periódusidő, vagy a gyakoriság megadásával.
- Tartam: a tartam a zajhatás időtartamát, hosszát adja meg. Egy zaj lehet lökésszerű, pillanatnyi (például egy ajtó becsapódása), rövid idejű (például egy elhúzó repülőgép zaja), hosszú idejű (például a fűkasza hangja egy parkban), tartós (például egy forgalmas utca zaja), vagy állandó (például egy folyó vagy a tenger zúgása).
- Moduláció: Ez a környezeti zaj esetében leginkább amplitúdómodulációt jelent. Az amplitúdómodulált zajforrás hangereje szabályos időközzel váltakozik. Ezt okozhatja a zajforrás észlelőhöz képest történő elmozdulása (pl. forgása), de más jelenségek is. Az amplitúdómodulált környezeti zaj egy jellegzetes példája az ipari méretű vízszintes tengelyű szélturbinák lapátjai által keltett lüktető alacsony frekvenciás zaj, melynek forrása a turbina tartóoszlopa előtt elhaladó lapátok körül megváltozó légáramlás.
- Információtartalom: az információtartalommal bíró zajok, mint a beszéd és a zene fokozottan zavaró hatásúak.

## A környezeti zaj mérése
A környezeti zajt egyszerűbb esetekben hangnyomásmérőkkel mérik, egyes különleges összetételű zajok esetében azonban spektrumanalizátor használatával vizsgálják a zaj frekvencia szerinti összetételét. Az emberi hallás frekvencia- és jelszintfüggőségének sajátosságait különféle súlyozószűrők alkalmazásával igyekszenek figyelembe venni. Az első szabványosított súlyozószűrők a Fletcher-Munson-féle egyenlőhangosság-görbék alapulvételével születtek az Amerikai Egyesült Államokban, 1936-ban. A három szabványos görbét az ábécé első három betűjével A-, B- és C-görbének nevezték el. A szabványosítók szándéka szerint a 40 fon egyenlőhangosság-görbén alapuló A-görbét a 20-55 dB Lp hangnyomástartományban, a 70 fon egyenlőhangosság-görbén alapuló B-görbét az 55-85 dB Lp hangnyomástartományban, a 100 fon egyenlőhangosság-görbén alapuló C-görbét a 85-140 dB Lp hangnyomástartományban kellett volna alkalmazni. 

Súlyozószűrők frekvenciamenete

A sugárhajtású repülőgépek elterjedése nyomán vezették be a D-görbét, amely figyelembe vette e hajtóművek jellegzetes zajkarakterét. Az 1980-as évektől egyre nagyobb figyelem irányult az alacsony frekvenciás zaj és infrahang okozta élettani hatások felé, így a kilencvenes években szabványosították a G-görbét. A 2000-es években szabványosították a Z-görbét, amely valójában a súlyozatlan mérést jelenti (a Z a "zero" megfelelőjeként jelöli a súlyozás hiányát). Szabványok írják elő a használt  mérőműszerek válaszidőit is. A szabványos állandók:
- S (slow/lassú) 1000 ms felfutási időállandóval
- F (fast/gyors) 125 ms felfutási időállandóval
- I (impulse/impulzus) 35 ms felfutási időállandóval
- Peak (csúcsérték) a tényleges csúcsérték méréséhez a mérőműszernek 100 mikroszekundumnál rövidebb felfutási időállandóval kell rendelkeznie.

A mérések pontos módját és mikéntjét nemzetközi és nemzeti szabványok írják elő. Ilyen szabvány például az ISO 1996-1:2016 és az ISO 1996-2:2017, amelyek alkalmazását az Európai Parlament és a Tanács 2002/49/EK irányelve a tagországok számára előírja a környezeti zaj mérésénél.

## Élettani tulajdonságai
Az emberi fájdalomküszöb 140 decibelnél van, magasabb értékű zaj már halláskárosodást okozhat, ezen kívül agyi- és idegrendszeri károkat is. Nem csak egyszeri magas szintű behatás okozhat károkat, hanem a zajszennyezett környezetben való hosszú távú tartózkodás. Egyes vélemények szerint Budapest a harmadik legzajosabb város Európában, ahol több millió embert fenyeget a zajártalom. Kutatások erősítik meg a feltételezést miszerint a tartós zajártalom felelős az időskori halláskárosodásért, és 8-10 évvel rövidülő élettartamért.
A zajszennyezés egyre nagyobb méreteket ölt, egyre több a zaj káros hatásai miatt kialakuló betegség és nem csak a munkahelyeken. Mára mindennapossá vált a nagyvárosokban élő hétköznapi emberek nagyothallása és a zajhatások miatt kialakuló fizikai fájdalom. A zaj élettani hatásai:
Egy átlagos, egészséges fül a 20-20000 Hz tartományban érzékeli a hangokat. A hétköznapi társalgás 500-2000 Hz intervallum közé esik.
A zaj hatása az átlagos emberi szervezetre:
- 30 dB-től pszichés
- 65 dB-től vegetatív problémák
- 90 dB-től károsodnak a hallószervek
- 120 dB fizikai fájdalmat okoz
- 160 dB-nél átszakad a dobhártya
- 175 dB-t nem éljük túl

## Munkakörnyezet környezeti zajára vonatkozó magyar előírások
Fokozott figyelmet igénylő munkavégzés során a dolgozót érő zaj egyenértékű A-hangnyomásszintje (LAeq) – egyéni hallásvédő eszköz alkalmazása nélkül sem – haladhatja meg az alábbi értékeket:
- speciális orvosi vizsgálóhelységek (CT, UH, MR, RTG stb.), olvasótermek: 40 dB
- orvosi rendelők, repülés irányítói munkahelyek zajvédelmi szempontból fokozottan igényes irodai munkahelyek (tervező, programozó, kutató-fejlesztő labor zajforrás nélkül stb.): 50 dB
- irodai munkahelyek, ügyfélirodák, analitikai laboratóriumok: 60 dB
- művezetői irodák, zajvédő fülkék, vezérlőpult vagy vezérlőfülke telefonos kapcsolattal. Mikro-elektronikai és mikro-finommechanikai munkahelyek, telefonközpontok, diszpécserközpontok: 65 dB
- (elektro-, finommechanikai műszerész, MEO, precíziós munka stb.): 70 dB
- vezérlőpult vagy vezérlőfülke telefonos kapcsolat nélkül, összeszerelői munkahelyek elektronikai, finommechanikai, optikai üzemekben, laboratóriumok gépi zajforrással: 80 dB

Hallásvédő viselése kötelező! ISO szabvány szerinti figyelmeztető jel.

A napi zajexpozíció szintjére és a legnagyobb hangnyomásszintre vonatkozó zajexpozíciós határértékek, illetve a zajexpozíciós beavatkozási határértékek:
- zajexpozíciós határértékek:

LEX,8h = 87 dB(A), illetve
pcsúcs[Lmax] = 200 Pa [140 dB(C)]
- felső beavatkozási határértékek:

LEX,8h = 85 dB(A), illetve
pcsúcs[Lmax] = 140 Pa [137 dB(C)]
- alsó beavatkozási határértékek:

LEX,8h = 80 dB(A), illetve
pcsúcs [Lmax] = 112 Pa [135 dB(C)]
Az expozíciós határérték az a zajterhelés, amit külön szakhatósági engedély nélkül nem szabad átlépni. Az alkalmazott személyi védőeszköznek olyan magas csillapítással kell rendelkeznie, hogy viselése mellett az expozíciós határértéket semmilyen körülmények közt ne léphesse túl a zajterhelés.
Az alsó beavatkozási határérték az a zajterhelés, amelynél a munkáltató köteles megfelelő személyi védőeszközt biztosítani.
A felső beavatkozási határérték az a zajterhelés, ahol a munkavállalónak kötelessége viselni a számára biztosított megfelelő személyi védőeszközt.

## A zajszennyezés hatása a természeti környezetre
A városi zaj az énekesmadarak territórium foglaló és párcsalogató tevékenységeit nagymértékben degradálja. Néhány faj képtelen túlharsogni a városi zajokat, vannak akik egyszerűen leszoknak a fajra jellemző időszakban történő dalolásról, néhányuk más időszakot választ.
Az óceánban élő emlősök tájékozódása is romlott a közlekedés és a radarok használata miatt. Az akusztikus szmog megnövekedése miatt a cetek nehezebben tudnak kommunikálni egymással (a kékbálnák akusztikus buborékjának hatótávolsága a tizedére csökkent). Akárcsak a madaraknál, náluk is nehezebbé vált a párkeresés, sőt a táplálékszerzés is.

## Lásd még
- Vonatzaj